# علی‌آباد ایوراع
 علی‌آباد ایوراع، روستایی از توابع بخش مرکزی شهرستان اسدآباد در استان همدان ایران است.

## جمعیت
این روستا در دهستان چهاردولی قرار دارد و براساس سرشماری مرکز آمار ایران در سال ۱۳۹۵، جمعیت آن ۱۷۱ نفر (۴۴خانوار) بوده است.